# Slag bij Goodrich's Landing
De Slag bij Goodrich's Landing  vond plaats op 29 juni en 30 juni 1863 in East Carroll Parish, Louisiana tijdens de Amerikaanse Burgeroorlog. De Zuidelijken vielen Noordelijke Afro-Amerikaanse regimenten aan die plantages bewaakten. De Zuidelijken slaagden erin om verschillende plantages te vernietigen. Over het geheel genomen, had dit echter weinig invloed op de Noordelijke aanwezigheid in de regio.

## Achtergrond
Toen de Noordelijken delen van Louisiana bezetten, liepen duizenden ontsnapte slaven naar hun over. De Noordelijken namen enkele plantages in bedrijf die ze lieten bewerken door de ex-slaven tegen een vergoeding. De opbrengsten werden gebruikt om de Afro-Amerikaanse troepen van eten en uitrusting te voorzien.

## De slag
De Zuidelijken waren vastberaden om de ex-slaven gevangen te nemen en ondertussen de gewassen vernietigen op de plantages. Ze vertrokken uit Gaines’s Landing. De Noordelijken hadden bij hun plantages een fort gebouwd op een oude grafheuvel van de indianen. Op 29 juni gingen de Zuidelijken over tot de aanval op het fort. Ze eisten de onvoorwaardelijke overgave van het garnizoen. De Noordelijken gaven zich over. De Zuidelijken vernietigden alle plantages in de omtrek. De volgende morgen landde de Mississippi Marine Brigade onder leiding van brigadegeneraal Alfred W. Ellet bij Goodrich’s Landing. Ellets cavalerie werd vooruit gestuurd om de Zuidelijken te lokaliseren waarna er schermutselingen uitbraken. Toen Ellets hoofdmacht arriveerde, trokken de Zuidelijken zich terug. Hoewel de Zuidelijken veel vernield en veroverd hadden, was deze aanval maar een klein probleem voor de Noordelijken.

## Bron
- National Park Service - Goodrich's Landing